# Kurt Bay-Petersen
Kurt Bay-Petersen (født 16. november 1935 i Svendborg), sløjd- og pædagogiklærer, cand.pæd.pæd. 

## Karriere
- 1957 lærereksamen fra Skårup Statsseminarium
- 1960 sløjdlærereksamen fra Askov Sløjdlærerskole
- 1961-63 kursusleder på Askov Sløjdlærerskole
- 1964-72 forstander for Askov Sløjdlærerskole
- 1972-96 lektor i pædagogiske fag på Skårup Seminarium, pensioneret 31. januar 1996.

K. Bay-Petersen var lærer i Rudkøbing 1957-1961 og ved Bøstrup Centralskole 1961-1964. I sommerferierne 1961, 1962 og 1963 virkede han som kursusleder på Askov Sløjdlærerskole, inden han blev forstander. Han var formand for Askov Valgmenighed 1968-69. Han hedder nu Kurt Bay og bor som pensionist i Svendborg.

## Udgivelser
- Kurt Bay-Petersen: Håndbog i arbejde med træ. Sløjdforlaget af 1970.
- Kurt Bay-Petersen: Sløjd som skolefag: et forsøg på klargøring af begrebet struktur i relation til faget sløjd. – Danmarks Lærerhøjskole, 1973. (Cand.pæd.-opgave. Senere tryk som temanummer af Sløjd, 1983)
- Diverse tidsskriftsartikler i bl.a. Magisterbladet og Sløjdbladet.

## Indsats
K. Bay-Petersen arbejdede på at videreudvikle sløjdfagets indhold i overensstemmelse med pædagogikfagets videnskabelige landvindinger og på at forklare sløjdens betydning for barnets udvikling og aktivitetstrang.
Bay-Petersen skrev i en artikel (Sløjdbladet nr. 20, 1964): For mig er der to linjer, skrevet af Johs. V. Jensen, som hører sammen med min opfattelse af sløjd som opdragende fag, nemlig disse:
Hvad hånden former,
er åndens spor.